# Xenia Tostado
Xènia Tostado Caballero (Igualada, Barcelona, 27 de agosto de 1981) es una actriz española.
Su andadura como actriz empezó con las series Javier ya no vive solo y Paco y Veva. El personaje de Vanesa en la serie Sin tetas no hay paraíso (2008-2009) le dio mucha popularidad.

## Biografía
Nació en Igualada, Barcelona. Estudió en una escuela de teatro de su ciudad hasta los 18 años, cuando decidió trasladarse a Madrid para seguir estudiando. A los 21 años, obtuvo un papel para la serie de televisión Javier ya no vive solo. En dicha serie actuó con grandes actores como Emilio Aragón, Emilio Gutiérrez Caba o Fernando Guillén Cuervo, con el cual posteriormente coincidiría en Sin tetas no hay paraíso.
Tras un parón de seis años como actriz protagonista, un nuevo proyecto la volvió a lanzar al estrellato, su papel como "La Vane" en Sin tetas no hay paraíso. En esta serie es Vanessa, amiga de Catalina, la protagonista. Vanessa es una joven a la cual su amiga Jéssica inicia en el mundo del narcotráfico y la prostitución. Debido a esto termina convirtiéndose en una drogadicta. Tras la serie, se embarca en la producción 23 F: Historia de una traición en 2009. En 2011 participa en la serie de Telecinco Piratas, dando vida a la sensual Victoria Falcón, además de intervenir en cuatro episodios de la serie Física o Química en Antena 3 interpretando a Dafne, la jefa de Alma en el bar Rodeo. Más tarde entra a formar parte del reparto de Bandolera, también de Antena 3, como Lupe.
Desde enero de 2015 hasta abril de este mismo año interpretaba a Lourdes Maldonado en la serie de Antena 3 Amar es para siempre. Debido a su maternidad, dejó la serie. Su personaje, Lourdes Maldonado, fallecía tras un parto complicado.

## Vida privada
Desde 2005, es pareja del también actor Rodolfo Sancho. El 7 de marzo de 2015 nació su hija, Jimena Sancho Tostado.

## Filmografía

### Televisión
| Año       | Título                        | Personaje         | Canal             |
| --------- | ----------------------------- | ----------------- | ----------------- |
| 2021      | La cocinera de Castamar       | Alba              | Antena 3, Netflix |
| 2018      | Gigantes                      | Bárbara           | Movistar+         |
| 2015      | Amar es para siempre          | Lourdes Maldonado | Antena 3          |
| 2012      | La decisión de Raquel         | Raquel            | Telecinco         |
| 2011-2012 | Bandolera                     | Lupe              | Antena 3          |
| 2011      | Física o Química              | Dafne             | Antena 3          |
| 2011      | Piratas                       | Victoria Falcón   | Telecinco         |
| 2009      | 23F: Historia de una traición | Pilar             | Antena 3          |
| 2008-2009 | Sin tetas no hay paraíso      | Vanessa           | Telecinco         |
| 2006      | Matrimonio con hijos          |                   | Cuatro            |
| 2006      | Los simuladores               | Silvia            | Cuatro            |
| 2005      | Amar en tiempos revueltos     | Epifanía "Fanny"  | La 1              |
| 2005      | Ana y los 7                   |                   | La 1              |
| 2004      | La sopa boba                  | Chica facultad    | Antena 3          |
| 2004      | Paco y Veva                   | Ligue de Chete    | La 1              |
| 2002-2003 | Javier ya no vive solo        | Lucía             | Telecinco         |
| 2001      | Pagats per riure              |                   | K3                |
| 1998-1999 | Médico de familia             |                   | Telecinco         |

### Largometrajes
| Año  | Título               | Personaje                | Dirección               |
| ---- | -------------------- | ------------------------ | ----------------------- |
| 2020 | El secreto de Ibosim | Nuria                    | Miguel Ángel Tobías     |
| 2015 | Teresa               | Princesa de Éboli        | Jorge Dorado            |
| 2013 | Alpha                | Laura                    | Joan Cutrina            |
| 2010 | Bon appétit          | Eva                      | David Pinillos          |
| 2007 | Salir pitando        | Empleada Alquiler Coches | Álvaro Fernández Armero |
| 2005 | Cuba libre           | Amiga de Okupas          | Ramón García            |
| 2005 | Me estoy quitando    | Chica tienda             | Juan Alberto de Burgos  |
| 2003 | Promedio Rojo        | Cristina Santelices      | Nicolás López           |
| 2000 | Sojelfer             |                          | David López de Tuñas    |

### Cortometrajes
| Año  | Título                      | Personaje     | Dirección               |
| ---- | --------------------------- | ------------- | ----------------------- |
| 2022 | Takbir                      | Agente Isabel | Jordi Calvet San José   |
| 2007 | Final                       | Laura         | Martín Cuervo           |
| 2007 | Dolly                       | Ana           | David Pinillos          |
| 2004 | Lola, a little Spanish Girl | Carolina      | Belén Herrera de la Osa |
| 2001 | De camellos y profetas      | Chica         | Juan Alberto de Burgos  |
|      | La pipa de Paco             |               | Jaime García            |